# Llista de fonts i mines de Castellar del Vallès
Aquesta llista de fonts i mines de Castellar del Vallès és un recull incomplet de les fonts naturals i mines que es troben actualment al terme municipal de Castellar del Vallès (el Vallès Occidental):
- Font dels Arbrets
- Font del Lledoner
- Font o Mina de Can Barba
- Font de Can Pèlacs[2]
- Font d'En Boà
- Font de Sant Antoni
- Font del Castell
- Font del Desmai
- Font Sense Nom
- Font del Roure
- Mina de Can Bages
- Font de Puigvert
- Mina de Can Sampere
- Mina del Forn de Can Sampere
- Font de Can Torrents
- Font de Josep Buxó
- Font de Can Casamada
- Font de Ca n'Ametller
- Font de Can Quer
- Mina de Can Faixeró
- Font dels Avellaners
- Font Xica de Can Messeguer o de Sant Jordi
- Font de Can Messeguer
- Font de Can Font[1]